# Mezibankovní trh
Mezibankovní trh je část peněžního trhu, na kterém obchodují banky mezi sebou anebo s centrální bankou. Fyzické osoby se těchto obchodů účastnit nemohou. Člení se dále na trh korunových depozit, trh krátkodobých cenných papírů (pokladniční poukázky), devizový trh a trh krátkodobých derivátů. Banky zde získávají sekundární zdroje a zlepšují si likviditu. Důležitou roli hraje systém mezibankovního zúčtování v reálném čase – clearingové centrum, kde se provádí vypořádání uzavřených obchodů a referenční banky (market maker), které musí vyhlásit tzv. dvoucestnou kotaci – za jakou cenu budou příslušné vklady nakupovat a prodávat (BID – nákup/OFFER – prodej).